# Carsten Keller
Pour les articles homonymes, voir Keller.
Carsten Keller, né le 9 septembre 1939 à Berlin, est un joueur allemand de hockey sur gazon.

## Carrière
Il fait partie de l'équipe ouest-allemande sacrée championne olympique aux Jeux d'été de 1972 à Munich.
Il est le père d'Andreas, Florian et Natascha Keller ainsi que le fils d'Erwin Keller, qui sont tous joueurs internationaux de hockey sur gazon.